# Кейтс, Клифтон
Клифтон Бледсоу Кейтс по прозвищу «Счастливчик» (31 августа 1893 — 4 июня 1970) — американский генерал, 19-й комендант корпуса морской пехоты США (1948—1951). Награждён за героизм, проявленный в ходе Первой мировой войне у Белло-вуд и Второй мировой войне за вдохновляющее боевое лидерство на Иводзиме. Он считается одним из наиболее заслуженных молодых офицеров Первой мировой войны. Кейтс один из немногих офицеров вооружённых сил, командовавших взводом, ротой, батальоном, полком и дивизией в бою.

## Биография
Клифтон Бледсоу Кейтс родился 31 августа 1893  года в г. Типтовилль, штат Теннесси. В 1916 он окончил военную академию штата Миссури в 1910 и юридический колледж штата Теннесси в 1916 со степенью бакалавра юриспруденции. В годы учёбы он был членом отдела Каппа-Тау общества Фи-Гамма-Дельта
С вступлением США в Первую мировую войну Кейтс решил вступить в ряды вооружённых сил. Он получил звание второго лейтенанта и отправлен в резерв корпуса морской пехоты. Кейтс приступил к активной службе 13 июня 1917 года.
В ходе первой мировой войны Кейтс служил в шестом полку морской пехоты, воевал во Франции. За героизм, проявленный во время обороны Эне у Бурша и Белло-вуд, он был награждён военно-морским крестом, медалью «пурпурное сердце», крестом «За выдающуюся службу» с дубовыми листьями, став одним из девяти морских пехотинцев получивших два креста во вторую мировую войну. За храбрость проявленную при Суасоне он получил Серебряную звезду. Кроме американских наград он получил от французского правительства высочайшую награду — орден «Легион почёта» и военный крест с позолоченной звездой и двумя пальмовыми листьями. Лейтенант Кейтс был отмечен за спасение Буреша.
В сентябре 1919 года Кейтс вернулся в США после участия в оккупации Германии и собирался подать в отставку, но комендант корпуса морской пехоты Барнетт отговорил его и взял к себе в адъютанты. После этого Кейтс служил адъютантом в Белом доме. В 1920 Кейтс остался адъютантом у Барнетта и последовал за ним в Сан-Франциско, штат Калифорния. С 1923 по 1925 Кейтс служил командиром отряда морской пехоты на борту линкора «Калифорния» (BB-44).
В 1929 года Кейтс отправился в Шанхай (Китай), где присоединился к четвёртому полку морской пехоты и прослужил там три года. Затем он вернулся в США для учёбы в Индустриальном корпусе армии и на старшем курсе школы корпуса морской пехоты. В 1935 он поступил назначение в отдел военного планирования оперативно-учебного управления главного штаба корпуса морской пехоты. В 1936 он вернулся в Шанхай и служил командиром батальона шестого полка морской пехоты. В 1938 году он присоединился к четвёртому полку морской пехоты в Шанхае.
В 1940 году он был назначен на пост директора базовой школы морской пехоты на военно-морской верфи в штате Филадельфия. В 1942 году Кейтс принял командование над первым полком морской пехоты.
Полковник Кейтс командовал первым полком морской пехоты в сражении за Гуадаканал, за что получил орден «Легион Почёта» с боевой литерой «V». Затем он принял командование над четвёртой дивизией морской пехоты в операции по захвату Марианских островов, острова Тиниан и острова Иводзима. За службу на острове Тиниан он удостоился военно-морской медали «За выдающуюся службу» а за Иводзиму — золотой звезды к этой медали (что означает повторное награждение). При планировании вторжения на остров Тиниан была проведена полная воздушная разведка вражеской базы в которой участвовали ключевые командиры, включая генерала Кейтса. Когда сражение за Иводзиму близилось к концу, генерал Кетс попытался убедить оставшуюся японскую бригаду капитулировать с почётом, а не сражаться до последнего человека.
После службы на Тихом океане Кейтс вернулся в США, где до 1944 служил комендантом школ морской пехоты в Куантико. Затем он вернулся на Тихий океан, где до конца войны командовал четвёртой дивизией.
Первого января 1948 года Кейтс принёс присягу и стал 19-м комендантом корпуса морской пехоты, получив звание полного (четырёхзвёздного) генерала на время пребывания в этой должности. На посту коменданта он прослужил четыре года. Кейтс выступал против сокращения бюджета на силы морской пехоты флота. Также он боролся за увеличение сил корпуса, добившись в итоге принятия закона по которому активная численность корпуса составил три дивизии и три авиакрыла. При нём на службе морской пехоты появились первые вертолёты, которые эксплуатировались в ходе Корейской войны в порядке эксперимента согласно «новой концепции». Генерал Шеперд, командующий силами морской пехоты Тихоокеанского флота и будущий преемник Кейтса на посту коменданта был впечатлён использованием вертолётов. Шеперд и Кейтс провели механизированную высадку десанта в Инчхоне.
Оставив пост коменданта Кейтс снова вернулся к своему постоянному званию генерала-лейтенанта и был снова назначен на пост коменданта школ морской пехоты. 30 июня 1954 года он ушёл в отставку и был повышен в звании до полного генерала. После отставки он два года занимал пост председателя национальной кампании Объединённой организации обслуживания вооружённых сил (USO).
Генерал Кейтс скончался после долгой болезни 4 июня 1970 в военно-морском госпитале, г. Аннаполис, штат Мэриленд. Он был похоронен с полными военным почестями на Арлингтонском национальном кладбище.
Генерал Кейтс также получил степень почётного доктора от университета штата Теннесси и университета Чаттануга.
Военная академия штата Миссури которую закончил Кейтс в г. Мехико, штат Миссури почтила его память, учредив в ходе 125-й годовщины создания академии в 2014 году «награду за лидерство генерала Кейтса „Я сделаю“», для особого признания настойчивости и решимости

### Звания
| Звание            | Даты |
| ----------------- | --- |
| Второй лейтенант  | 24 мая 1917 (временно/резерв) |
| Второй лейтенант  | 18 сентября 1917 (временно) |
| Первый дейтенант  | 1 июля 1918 (временно) Aug, 28, 1918 (временно) |
| Капитан           | 5 марта 1919- 25 сентября 1919 (временно) Mar, 21, 1921 (appointed-Temporary) Apr, 2, 1921 (permanent) Jun, 4, 1920 (official, retroactive, date of rank) |
| майор             | 1 октября 1931 |
| подполковник      | 1 июля 1935 утверждено 26 июля 1935 |
| полковник         | 1 апреля 1940 |
| Бригадный генерал | 16 сентября 1942 (временно) Apr, 3, 1943 (постоянно) |
| Генерал-майор     | 1 февраля 1944 утверждено 23 июня 1944 |
| Генерал-лейтенант | 1 января 1952 |
| Генерал           | Во время службы на посту коменданта (до 31 декабря 1951) 31 декабря 1947 (назначен) 28 января 1948 (уьверждён)                                            |
| Генерал           | 30 июня, 1954 (в списке отставников) |

## Назначения
| Часть или пост                                                                                                   | Даты                                          |
| --- | --------------------------------------------- |
| 96th Co (H&SC), второго батальона шестого полка морской пехоты                                                   | 28 августа 1917-1 мая 1919                    |
| Co. «E», сборный полк                                                                                            | 1 мая 1919-19 сентября 1919                   |
| Казармы морской пехоты, г. Вашингтон                                                                             | 20 сентября 1919-14 февраля 1920              |
| Адъютант коменданта Джорджа Барнетта, главный штаб корпуса морской пехоты Адъютант президента Вилсона, Белый дом | 14 февраля 1920-8 октября 1920                |
| Адъютант коменданта Джорджа Барнетта, Commanding General of Department of the Pacific, San Francisco, CA         | 15 ноября 1920-10 июня 1923                   |
| Командир подразделения морской пехоты на борту USS California (BB-44)                                            | 10 июня 1923-29 апреля 1925                   |
| четвёртый полк морской пехоты                                                                                    | 9 мая 1925 — 26 мая 1926                      |
| Станция набора рекрутов, Spokane, WA                                                                             | 1 июля 1926 — 1 мая 1927                      |
| Станция набора рекрутов, Омаха, NE                                                                               | 6 мая 1927-23 февраля 1928                    |
| Комиссия по американским военным памятникам, г. Вашингтон                                                        | 6 марта 1928-3 мая 1929                       |
| 4-й полк морской пехоты, г. Шанхай, Китай                                                                        | 5 августа 1929-6 января 1932                  |
| офицер по атлетической подготовке, 4-й полк морской пехоты 6 сентября 1929-6 января 1932                         |                                               |
| учёба в индустриальном колледже вооружённых сил                                                                  | 17 августа 1932-23 января 1933                |
| командир второго батальона седьмого полка сил морской пехоты флота на Кубе and the Caribbean                     | 1933/1934                                     |
| учёба в школе корпуса морской пехоты, Куантико                                                                   | 10 сентября 1934-26 июля 1935                 |
| Отдел военного планирования, операций и подготовки главного штаба корпуса                                        | 30 сентября 1935-24 мая 1937                  |
| второй батальон пятого полка второй бригады сил морской пехоты флота                                             | 30 января 1937-1 февраля 1938 (CO с сентября) |
| командир второго батальона четвёртого полка морской пехоты                                                       | 1 февраля 1938-18 мая 1939                    |
| Офицер по поручениям четвёртого полка морской пехоты                                                             | 18 мая 1939 — 6 июня 1939                     |
| учёба в военном армейском колледже, г. Вашингтон                                                                 | 1 сентября 1939-22 июня 1940                  |
| Директор базовой школы офицеров морской пехоты, военная верфь Филадельфии                                        | 6 июля 1940-23 Apr 1942                       |
| на учениях с механизированным десантом Атлантического флота 5 января-16 января 1942                              |                                               |
| командир первого полка первой дивизии морской пехоты                                                             | 3 мая 1942-11 февраля 1943                    |
| командир школ корпуса морской пехоты Куантико                                                                    | март 1943-20 января 1944                      |
| командир четвёртой дивизии морской пехоты                                                                        | 12 июля 1944-19 ноября 1945                   |
| председатель бюро оборудования корпуса, Куантико                                                                 | 14 января 1946-?                              |
| командир базы корпуса в Куантико                                                                                 | 1 июня 1946-1 января 1948                     |
| старший сотрудник управления главного штаба корпуса, г. Вашингтон                                                | 24 июня 1946-?                                |
| председатель бюро советников базы морской пехоты, Куантико                                                       | 24 января 1947-                               |
| Комендант корпуса морской пехоты                                                                                 | 31 декабря 1947-31 декабря 1951               |
| Комендант школ корпуса морской пехоты, Куантико                                                                  | 31 декабря 1951-30 июня 1954                  |
| Президент JLFB                                                                                                   | ?-30 июня 1952                                |

## Награды и знаки признания
Кейтс получил следующие награды: 
|                                 |                                                                                      | | |  |
| Бронзовый пучок дубовых листьев | Золотая звезда повторного награждения                                                | Бронзовый пучок дубовых листьев                                                                                   | |  |
| Бронзовый пучок дубовых листьев | Бронзовая звезда за службу · Бронзовая звезда за службу · Бронзовая звезда за службу | | Бронзовая звезда за службу · Бронзовая звезда за службу · Бронзовая звезда за службу · Бронзовая звезда за службу · Бронзовая звезда за службу |  |
|                                 |                                                                                      | | |  |
|                                 |                                                                                      | Бронзовая звезда за службу · Бронзовая звезда за службу · Бронзовая звезда за службу · Бронзовая звезда за службу | |  |
|                                 | Золотая звезда повторного награждения                                                | | |  |

| 1-й ряд |                                                      | Военно-морской крест                                                       | Военно-морской крест                                                       |                                                                                             | French Fourragère |
| 2-й ряд | Крест «За выдающиеся заслуги» c одним дубовым листом | Медаль «За выдающуюся службу» (ВМС) с одной звездой                        | Серебряная звезда с одним дубовым листом                                   | Орден «Легион почёта» с литерой «V» за доблесть в бою                                       | French Fourragère |
| 3-й ряд | Пурпурное сердце с одним дубовым листом              | Президентская благодарность подразделению (ВМС) с тремя звёздами за службу | Благодарность части Военно-морского флота                                  | Медаль Победы в Первой мировой войне w/ 3 Silver Navy Commendation Stars & 5 campaign stars | French Fourragère |
| 4-й ряд | Медаль Оккупационной армии в Германии                | Экспедиционная медаль Корпуса морской пехоты США                           | Медаль «За службу на Янцзы»                                                | Медаль «За службу в Китае»                                                                  | French Fourragère |
| 5-й ряд | Медаль «За защиту Америки»                           | Медаль «За Американскую кампанию»                                          | Медаль «За Азиатско-тихоокеанскую кампанию» с четырьмя бронзовыми звёздами | Медаль Победы во Второй мировой войне                                                       | French Fourragère |
| 6-й ряд | Медаль «За службу национальной обороне»              | Военный крест 1914—1918 (Франция) w/ Gilt Star & 2 palms                   | Орден Почётного легиона, (рыцарь)                                          | Order of Orange-Nassau, rank of Grand Officer w/ crossed swords                             | French Fourragère |